# Macrozafra vivens
Macrozafra vivens är en snäckart som först beskrevs av Powell 1934.  Macrozafra vivens ingår i släktet Macrozafra och familjen Columbellidae. Inga underarter finns listade i Catalogue of Life.